# Marta Cox
Marta Alejandra Cox Villarreal (* 20. Juli 1997) ist eine panamaische Fußballspielerin.

## Karriere

### Klub
Im Jahr 2018 spielte sie in Kolumbien bei Deportes Quindío. Danach spielte sie 2019 für Cortuluá ebenfalls in Kolumbien und 2020 für Universitario in ihrer Heimat. Im selben Jahr wechselte sie dann weiter nach Costa Rica, wo sie mit Alajuelense die Meisterschaft gewann. Zur Saison 2021/22 wechselte sie zum Club León, für welche sie im Verlauf der Saison dann auch aktiv war. Seit der Saison 2022/23 steht sie beim CF Pachuca unter Vertrag.

### Nationalmannschaft
Nach der U17 und der U20, hatte sie bei der panamaischen A-Nationalmannschaft ihr Debüt im Jahr 2013. Mit dieser nahm sie auch an der Qualifikation zum CONCACAF Women’s Gold Cup 2014 teil, wo sie bei dem 13:1-Sieg über Belize insgesamt vier Tore erzielte. Am Ende verpasste ihr Team hier jedoch die Endrunde. Im Dezember 2017 folgte dann auch noch eine Teilnahme bei den Zentralamerikaspielen.
Mit ihrer Mannschaft qualifizierte sich dann für den Gold Cup 2018 und wurde auch dort in der Endrunde eingesetzt wurde und konnte zumindest einen Treffer erzielte. Am Ende erreichte sie mit ihrem Team hier auch das Halbfinale, unterlag hier aber und tat dies ebenfalls im Spiel um den dritten Platz. Damit hatte man aber trotzdem noch die Chance auf einen WM-Platz für das Turnier im Jahr 2019, welcher in einem interkontinentalen Playoff gegen Argentinien ausgetragen wurde. Hier stand sie beim Hin- und Rückspiel in der Startelf, am Ende verlor man aber auch diese Runde und verpasste somit denkbar unglücklich die erstmalige Qualifikation für eine WM.
Im Jahr 2019 nahm sie mit ihrem Team dann auch noch am Fußballturnier der Panamerikanischen Spiele teil, wo ihre Mannschaft am Ende den sechsten Platz erreichte und sie zumindest im Turnierverlauf auch ein Tor erzielte. Im Folgejahr nahm sie auch an der Olympia-Qualifikation 2020 teil, schied hier mit ihrem Team nach drei Niederlagen direkt aus.
Danach nahm sie mit der Mannschaft auch erfolgreich an der Qualifikation (sie selbst erzielte zwei Tore in der Partie gegen Aruba) zur CONCACAF W Championship 2022 teil, mit der sie dann am Ende auch bei der dortigen Endrunde in allen drei Gruppenspielen des Teams zum Einsatz kam. Am Ende schied ihre Mannschaft nach der Gruppenphase aus. Sie selbst erzielte beim 1:0-Sieg über Trinidad und Tobago hier auch das einzige Turniertor ihrer Mannschaft. Auch dank ihr konnte ihre Mannschaft, durch die Platzierung auf dem dritten Platz aber am Playoff-Turnier um einen Startplatz bei der Weltmeisterschaft 2023 teilnehmen. Hier schaffte es sie mit ihren Mitspielerinnen schlussendlich dann auch sich für die WM zu qualifizieren. Bei den beiden Partien war sie auch jeweils aktiv und schoss im zweiten Spiel auch noch ein Tor.